# Olav Tryggvason
Olav Trygvasson (ca 968 – 9. september 1000 ved slaget ved Svold) var Norges konge fra 995 til 1000. Han var søn af Tryggve Olavsson, konge af Viken (Vingulmark og Rånrike), og ifølge senere sagaer oldebarn af Harald Hårfager, den første konge af Norge.
Olav bliver set som en vigtig faktor i konverteringen af nordboerne til kristendommen. Mange nye konvertitter blev kun omvendt under truslen om vold. Han siges at have opført den første kristne kirke i Norge i 995, og at han skulle have grundlagt Trondheim i 997. Et monument er rejst over ham midt på byens centrale plads.
Der er kun få historiske kilder til Olav. Han omtales i samtidige engelske kilder, og i nogle skjaldedigte. Den ældste narrative kilde, der nævner ham kort, er Adam af Bremen i Gesta Hammaburgensis ecclesiae pontificum fra omkring 1070. Adam var ikke en gang sikker på, om Olav var kristen eller hedning, men skildrer ham som en ballademager og en mand, der omgav sig med troldmænd.
I 1190'erne blev der skrevet to latinske versioner af Óláfs saga Tryggvasonar på Island af Oddr Snorrason og Gunnlaugr Leifsson - disse er nu gået tabt, men man antager at de har lagt basis for senere nordiske versioner. Snorri Sturluson giver omfattende beretninger om Olav i Heimskringla fra omkring 1230, og bruger Oddr Snorrasons saga som primær kilde. Moderne historikere anser ikke disse sene beretninger som særlig korrekte, og deres værdi bliver derfor debatteret. Den mest detaljerede beretning findes i Óláfs saga Tryggvasonar en mesta i Flateyjarbók og i Bergsbók fra begyndelsen af 1400-tallet.

## Fødsel
Olav Tryggvason blev født efter sin fars død. Nogle kilder opgiver, at hans far var konge på Oplandene; andre, at han var konge i Ranrige (Bohuslen). Olavs mor Astrid, datter af stormanden Erik Bjodaskalle, skal være kommet fra en gård kaldt Offrustaðir eller Oprustaðir, i nyere tid identificeret som Obrestad på Jæren, men det er ren gætning. Der findes ingen pålidelig kundskab om Olavs barndom og unge år. Lalandsholmen i Frøylandsvandet i Rogaland er blevet udpeget som det sted, hvor Olav Tryggvason blev født. Amtmand Bendix Cristian de Fine skriver i Stavanger Amtes udførlige Beskrivelse, udgivet i 1745: 
| Citat | Kong Oluf Tryggesson, som Sturlesson Skriver at være fød paa een Holme i et fersk Vand paa Jæderen, siges endnu efter gammelt Sagn at skal være den Holme som ligger i Frøylandsvandet, da dog samme Holme kun er liden. Man seer òg deraf, at der har da været Skov paa Jæderen. | Citat |
|       | |       |

Andre kilder udpeger Kongeøen i Randsfjorden som hans fødested. Hans mor Astrid var gravid, da hendes mand Tryggve omkom i en træfning med Harald Gråfeld til søs i Bohuslän. Fra før af havde ægteparret to døtre, Astrid Tryggvesdatter (senere gift med Erling Skjalgsson) og Ingeborg Tryggvesdatter (senere gift med Ragnvald jarl fra Västergötland). De to småpiger har nok været sendt til opfostring hos andre, som det den gang var almindeligt. Ifølge sagaen sendte dronning Gunhild folk ud efter den gravide Astrid. Det er ikke utænkeligt, at Gunhild ønskede at knytte en mulig tronarving til sig; men der er et sagnagtigt præg over dronning Astrids flugt ud på en holm, hvor hun fødte sin søn, omgivet af sine trofaste mænd. De øsede vand over drengen og kaldte ham Olav efter farfaren. Om sommeren lå Astrid i skjul på holmen med sit følge; men da det gik mod efterår og blev koldere, fulgte de hende hjem til hendes far på Obrestad. Der blev hun vinteren over, med to tjenestepiger og sønnen Olav, sin fosterfar Torolv Luseskæg og hans søn, den 6-årige Torgils.

## Opvækst i eksil
Olavs første år berettes i Heimskringla som en art eventyr med dronning Gunhild i rollen som heksen. Astrid flygtede med sin søn til Håkon Gamle i Sverige, hvor de blev godt behandlet. Da Gunhilds mænd fandt frem og tilbød drengen opfostring hos Gunhild, sagde Håkon Gamle nej, og de var nær blevet slået ned af hans træl Burste. Astrid fandt det klogest at rejse længere væk, til sin bror Sigurd, der var i tjeneste hos kongen i Gardarige. Olav var 3 år, da han og moren sejlede østpå. Der blev skibet overfaldet af estiske vikinger. Olav blev skilt fra sin mor. Estlænderen Klerkon tog både ham, Torolv Luseskæg og Torgils som bytte. Klerkon anså Torolv Luseskæg som for gammel til at gøre nytte for sig som træl og slog ham ihjel. Men drengene solgte han og fik en god gedebuk for dem. En tredje mand, Reas, byttede Olav til sig for en kappe. Reas og hans kone behandlede drengen godt, og han var hos dem i seks år.
En dag på torvet blev Olav tiltalt af en mand i stort følge. Det viste sig at være hans morbror Sigurd, der løskøbte både Olav og Torgils fra Reas, og tog dem med til Holmgard. Her skal Olav en dag på torvet have fået øje på Klerkon, der havde dræbt hans mors fosterfar Torolv Luseskæg. Sin lille økse knaldede han ind i hjernen på drabsmanden, og løb derefter hjem til sin morbror og fortalte ham det. Sigurd tog drengen med til dronning Allogia, og bad hende om hjælp. Folk var ude efter ham, men kongen sørgede for at idømme bøder for drabet, og dronningen betalte dem. Senere blev Olav hos kongeparret i 9 år og blev behandlet godt.
Også Olavs mor Astrid kom til rette. En velstående handelsmand fra Viken, Lodin, genkendte på et slavemarked i Estland en sommer Astrid Eriksdatter, skønt hun nu var bleg og afmagret og dårligt klædt. Han spurgte, hvad der dog var hændt hende, og hun svarede, at det var tungt at fortælle om; men hun var til salgs som træl. Hun bad Lodin om at løskøbe hende og få hende hjem til Norge. Han sagde, at det ville han, dog på den betingelse, at hun giftede sig med ham. Det betænkte hun sig ikke på. Sammen fik de tre børn: Torkel Næse, Ingrid og Ingegerd. De to piger blev gift med to brødre i Viken, Torgeir og Hyrning.

## I viking
Olavs stilling vakte med tiden nogen misundelse, og han tog afsked med kongeparret og sejlede ud i Østersøen. Undervejs gjorde han landgang på Bornholm, sloges med befolkningen og tog et stort krigsbytte. I Vendland lagde han til, hvor kong Burislavs datter Geira styrede. Olav slog sig til hos dronning Geira om vinteren og endte med at fri til hende. Dermed fik også han magten i landet, og angreb nogle bygder der, som tidligere havde skattet til dronning Geira, men var holdt op med at betale. Olav slog mange ihjel, brændte og plyndrede. Om foråret fik han skibene sat i stand og sejlede langsmed Skåne, hvor han gjorde landgang. Han sejrede i kamp og tog et stort krigsbytte. Ved Gotland tog han et købmandsskib, ejet af nogle jemter. De slog fra sig, men Olav dræbte mange og tog alle deres varer. Hans skjald Hallfred Vandrædaskjald kvad:
Flokke af jemter og vender
fældede kongen i striden.
Denslags blev snart hans vane,
stridbar mot alt helligt.
Djærvt drog hersers herre
dræbende sværd mot goter,
delte guld, og sendte
spydvejr fra syd mod Skåne.

## Slaget ved Dannevirke
Kejser Otto 1. af Det tysk-romerske rige havde forgæves forlangt, at Harald Blåtand skulle omvende sig til kristendommen. Til sidst samlede kejseren en stor hær af folk fra Saksland, Frankland og Frisland, som også kong Burislav sluttede sig til sammen med sin svoger Olav Tryggvason. Slaget stod ved Dannevirke, og blev vundet af Harald Blåtand og hans allierede Håkon jarl, der var kommet sydpå med sin norske hær. Alligevel fik kejser Otto jaget Harald Blåtand ud på en ø i Limfjorden, hvor han til sidst lod sig kristne sammen med sine mænd. Olav vendte hjem til sin kone, der snart døde af sygdom. Knust af sorg så Olav ingen grund til at blive i Vendland længere, men tog på hærtogt til Frisland, Saksland og Flandern. Efter fire år ankom han Syllingerne, hvor han opsøgte en spåmand og spurgte, om han kunne fortælle, hvordan fremtiden ville blive. Angiveligt svarede den synske, at Olav skulle blive en stor konge og omvende mange til kristendommen; og han forudsagde, at Olav ville blive så alvorligt såret, at han blev båret på skjold, men ville komme sig inden syv dage, "og lige efter skal du lade dig døbe". Og sådan skal det være gået.

## Nyt ægteskab
I efteråret 988 sejlede Olav til England i fred, som en kristen i et kristent land. Han mødte til tinge, hvor dronning Gyda fik øje på ham. Hun var søster af den Olav, som var konge i Dublin og enke efter en engelsk jarl. Da hun spurgte Olav om hans navn, svarede han, at han hed Åle, for det kaldte han sig ofte på rejser. Gyda tilbød ham ægteskab, og han svarede: "Jeg siger ikke nej til det." Angiveligt måtte han først gå holmgang med en rival, men vandt kampen, giftede sig med Gyda og blev de følgende år i England og Irland.

## Norges konge
I 995 sejlede Olav tilbage til Norge og gik i land ved Moster på Bømlo, hvor han lod synge messer i teltene på land; senere blev der bygget en kirke der, regnet som Norges ældste. Bønderne havde allerede samlet sig til oprør mod Håkon jarl, som var på flugt. Olav opbragte tre skibe tilhørende Håkon jarls søn Erlend; og da Erlend forsøgte at svømme sin vej, knuste Olav hans hoved. Da Håkon jarl fik den nyhed overbragt, gemte han sig under svinestien sammen med trællen Kark hjemme hos sin frille Tora i Gauldalen. Kark havde hørt om belønningen for at dræbe jarlen; han dræbte sin herre og bragte den følgende dag hans hoved til kong Olav på Lade ved Trondheim. Men den lovede belønning fik han aldrig; i stedet lod kongen hans eget hoved hugge af. Sådan blev Olav Tryggvason konge i Norge. Historien om drabet på trællen Kark indgår sandsynligvis i rækken af bibelske tilpasninger, inspireret af, at kong David lod amalekitten dræbe, fordi denne havde dræbt Saul, skønt Saul var Davids fjende og ovenikøbet var hårdt såret, så han havde bedt amalekitten om at slippe for at pines længere.
Hans engelske dronning Gyda siges der ikke noget om. Olav selv skal have forsikret sine omgivelser om, at hans mål nu var at få hele Norge kristnet - eller dø. Han begyndte i Viken, og rejste omkring og påbød alle at lade sig kristne, ellers straffede han dem hårdt: "Nogle dræbte han, nogle lod han lemlæste, og nogle drev han ud af landet." I Agder gjorde han ligeså.
Horda-Kåres æt, den gæveste i Hordaland, satte ham stævne ved Gulating (Vestlandets tingsted). Her kom man til enighed om, at Olavs søster Astrid skulle giftes med Erling Skjalgsson; men Astrid selv havde dog det afgørende ord. Åbenbart var hun tilfreds med forslaget, for hun holdt bryllup med Erling samme sommer. Olav tilbød sin svoger at få titel af jarl; men Erling var tilfreds med fortsat at kalde sig "herse", så længe han var den største i landet med det navn. Det lovede kongen ham, samt landet fra Sognesjøen og ned til Lindesnes. Han fortsatte sit kristningstogt, og rev hovet på Lade ned. Fra hovets dør fjernede han en stor prægtig guldring, der var skænket af Håkon jarl. Nu blev det bønderne for meget. Undervejs nordpå til Hålogaland blev han advaret om, at der ventede en hær ledet af Eyvind Skaldaspillirs søn Hårek fra Tjøtta, Tore Hjort fra Vågan og Øyvind Kindrive; det fik ham til at vende om. I stedet kristnede han Ringerike; her besøgte han kong Harald Grenskes enke Åsta Gudbrandsdatter og holdt deres søn over dåben. Barnet var den senere Olav den hellige, og hans far Harald Grenske omkommet, da hans fostersøster dronning Sigrid i Sverige brændte ham og hans følge inde fordi han kom på frierfærd til hende, mens han havde en gravid kone hjemme. Samme vinter skal Olav Tryggvason have sendt bud til den samme Sigrid og aftalt ægteskab med hende; hun havde været gift med den svenske konge Erik Sejrssæl, og var mor til kong Olof Skötkonung.
Olavs frierfærd til en kvinde, der havde gjort det af med hans gudsøns far, er helt usandsynlig. Han skal have sendt hende guldringen fra hovet på Lade som et pant på deres aftale. Men Sigrid lod ringen undersøge og opdagede, at den var falsk - belagt med guld, men af kobber indeni. Hun følte sig snydt og blev vred. Da de i foråret mødtes i Konghelle for at aftale nærmere, forlangte Olav, at hun skulle lade sig døbe. Dronningen nøjedes med at sige, at hun kunne leve med, at de havde forskellig tro. Da blev kong Olav meget vred, kaldte hende "hedensk som en hund" og slog hende i ansigtet med sin handske. Sigrid Storråde levede op til sit tilnavn og sagde koldt: "Det her kunne nemt blive din bane." Dermed skiltes de.

## Ødelæggelsen af Tors hov
Om sommeren rejste kong Olav til Trøndelag lyste til ting på Frosta. Der mødte bønderne frem, stærkt bevæbnet. De truede med at jage ham, som de havde gjort med Håkon Adelstensfostre. Olav indgik da et forlig om, at han skulle være med til det største blotsted. Bøndernes leder, stormanden Skjegge Asbjørnson med tilnavnet Jernskæg, fik dem til at rejse sig mod kristendommen. Da tiden var kommet for blotet, rejste kong Olav til Mære (i det nuværende Steinkjer kommune). Der gik han ind i hovet sammen med nogle af sine mænd og nogle af bønderne. Inde i hovet var der en statue af guden Tor, prydet med guld og sølv. Olav greb en guldslået pigstav med økse på, som Tor holdt, og slog statuen itu. De andre gudebilleder væltede han omkuld. Udenfor slog hans mænd Jernskæg ihjel. Det tog modet fra bønderne, som lod sig døbe. Sådan siges det, at trønderne tog ved kristendommen; men den døde Jernskæg blev båret væk og gravlagt i en høj ved Austrått på Ørlandet, hvor to høje i dag begge kendes som "Skjeggehaugen".
Øyvind Kindrive måtte også bøde med livet, da han sagde nej til at blive kristen. Kongen og biskoppen forsøgte at overtale ham med gode ord og rige gaver; men Øyvind afslog. Da truede Olav ham med tortur og død, men Øyvind lod sig ikke rokke. Olav fik hentet et fad fyldt af gløder og sat det på Øyvinds mave, så maven til sidst åbnede sig. Inden han døde, sagde han, at han ikke kunne døbes: "Jeg er en ånd manet i menneskeham ved finners (dvs. samers) trolddom, for før kunne mor og far ikke få børn." Øyvind omtales selv som en troldmand.
I 997 rejste Olav til Nidaros, hvor han fik bygget et hus ved Nidelv og anlagt en købstad (vor tids Trondheim). Han lod også bygge en kongsgård med plads til både hof og hird; samt et langskib, han kaldte Tranen. For at vise sin vilje til forlig med Jernskægs frænder, aftaltes et bryllup med Jernskægs datter Gudrun; men på bryllupsnatten trak hun kniv mod ham. Olav fik hende afvæbnet og sendt væk. Gudrun er i så fald den kvinde, der har været norsk dronning i kortest tid. Historien minder i øvrigt om Hildico, der angiveligt knivstak Attila på bryllupsnatten; og om en anden Gudrun, som også skal have giftet sig med Attila ud fra et hævnmotiv.

## Missionæren Tangbrand
Olav Tryggvason havde en saksisk præst, Tangbrand, i sit følge. Tangbrand var lærd, men ustyrlig og krakilsk. Kongen fik nok af ham og sendte ham til Island for at kristne landet. Tangbrand fik overtalt nogle islandske høvdinge til at lade sig døbe; men mange flere undslog sig. Tangbrand var to år på Island, og fik slået tre mænd ihjel, inden han rejste igen. Tilbage i Norge indrømmede han for kong Olav, at det ikke var gået videre godt på Island, hvor folk i stedet for at lade sig kristne, havde digtet nidviser om ham og ønsket ham død. Kongen samlede i sin urimelighed alle islændinge, der befandt sig i Nidaros, og erklærede, at han slog dem ihjel. Han blev dog overtalt til at lade dem leve og døbe.

## Olav selv som missionær
Olav Tryggvasons egen type missionærvirksomhed var ikke bedre. I 998 sejlede han med Tranen for at kristne Hålogaland. Langsmed hele kysten gik han i land og afholdt ting, hvor han påbød, at folk lod sig kristne. Undervejs fik han også Hårek på Tjøtta og hans folk døbt, og de to udvekslede rige gaver. Men Raud den ramme og Tore Hjort samlede mænd og skibe mod kongen; Rauds store skib var pyntet med en stor drage med forgyldt hoved. Raud er også kendt som Roald fra Godøy, en from mand, der ofrede til de gamle guder hver dag.
Olav vandt dog søslaget, og da Tore Hjort sprang i land, blev han dræbt af kongens spyd, mens Raud undslap i sit skib og gemte sig på sin gård på Godøy i Salten. Olav opsporede ham der og ville vise sig mild, hvis Raud lod sig døbe; men Raud valgte at spotte Gud. Olav Tryggvason blev vred og lovede ham til gengæld den værste død, der fandtes. Han stak en pind i Rauds mund, der holdt munden åben; så tvang han en hul kvanstængel eller sin lur ind i munden på ham, og en orm gennem den. Kongen pressede en glødende jernstang efter den, så den var tvunget ned gennem Rauds hals, og gnavede sig ud gennem hans side. Kong Olav plyndrede så gården, og Rauds mænd lod han døbe, og nægtede de, lod han dem dræbe eller torturere. Rauds drageskib tog Olav med til egen benyttelse, for det var et langt større og flottere skib end Tranen. Han kaldte Rauds skib for Ormen, for når sejlene var oppe, lignede de dragens vinger, og det var det fineste skib i hele Norge.

## Slaget ved Svold
Efter alle uklarheder i Olavs liv frem til da, enes de samtidige norrøne kilder (dvs. skjaldekvadene) om Olavs sidste og afgørende kamp i år 1000 mod et forbund af ladejarlene Erik og Svend, samt Svend Tveskæg og Olof Skötkonung. Olav tabte slaget, kastede sig i havet fra skibet Ormen Lange og forsvandt for altid. Ifølge sagaen stod der kvinder bag det hele: Sigrid Storråde skulle af ren hævnlyst have sat Svend Tveskæg og Olof op mod kong Olav; hun var da gift med Svend og mor til Olof. Dertil skulle Olavs nye kone, Svend Tveskægs søster Thyra, have presset ham til at forlange hendes medgift udbetalt efter et tidligere ægteskab med kong Boleslav - men Boleslav var jo Olavs forbundsfælle. Mere sandsynligt har Olav blandet sig ind i forholdene i Østersøen som et modtræk mod Svend Tveskæg. Det er uklart, hvor slaget stod. Adam af Bremen, Ågrip og Historia Norvegiæ mener, det var i Øresund, mens de senere sagaer mener, det var ved "Svold" i nærheden af Rügen. Efter Olavs fald blev Svend Tveskæg norsk overkonge, mens jarlene Erik og Svend fra Trøndelag på hans vegne fik landet fra Lindesnes og nordpå. I Viken beholdt de danske underkonger magten.

## Galleri
- Olav Tryggvason-monumentet på Torvet i Trondheim.
- Den eneste kendte mønt med Olav Tryggvason.